# 중국식 관계
《중국식 관계》(중국어 간체자: 中国式关系, 정체자: 中國式關係, 병음: Zhōng guó shì guān xì 중궈스관시[*], Chinese Style Relationship 차이니스 스타일 릴레이션쉽[*])는 중국의 텔레비전 드라마이다.

## 등장 인물
- 천젠빈 (陈建斌) : 마궈량(马国梁) 역
- 마이리 (马伊琍) : 장이난(江一楠) 역
- 자오리신(중국어판) (赵立新) : 선윈(沈运) 역
- 후커 (胡可) : 류리리(刘俐俐) 역
- 예이윈(중국어판) (叶一云) : 훠야오야오(霍瑶瑶) 역
- 다이쉬(중국어판) (代旭) : 관창(关强) 역
- 리예핑(중국어판) (李野萍) : 옌구이잉(阎桂英) 역
- 이란디(중국어판) (李兰迪) : 마샤오이(马小驿) 역
- 톈샤오제(중국어판) (田小洁) : 뤄스펑(罗世丰) 역
- 뤼중(중국어판) (吕中) : 구웨란(古月兰) 역
- 성관썬(중국어판) (盛冠森) : 진더우더우(金斗斗) 역
- 장궈룽(중국어판) (张国荣) : 훠창바오(霍长保) 역
- 룽페이(중국어판) (荣飞) : 훠샤오펑(霍小峰) 역
- 딩쯔쥔(중국어판) (丁子峻) : 허쥔셴(何俊贤) 역